# プノンペンモデル
プノンペンモデル（英：Phnonpenh MODEL）は、日本の音楽グループ。1993年結成、2025年6月27日から事実上の活動休止中。

## 概要
当初は、1993年に開催されたP-MODELのコピーバンドコンテスト『Errors of P-MANIA!』に出演するために結成されたものだった。
プノンペンモデルという名称は、ことぶき光がイベントへの審査員としての出演依頼をされる直前まで、カンボジアに滞在していたことに由来する。それにことぶきが「審査員やるくらいなら出る」と答えたことにより、コピーバンドとしての出演が決定した。
イベントでは、レッド・ツェッペリンの移民の歌をサンプリングしながら、P-MODELの「のこりギリギリ」を演奏した。当日はリハーサルが無かったため、ボーカルの少年マルタ（谷口マルタ正明）は、手の甲に歌詞を書いたものの、読むことができず適当に歌った。 そのことから谷口は、「プノンペンモデルは全然まったくこれっぽっちもコピーバンドじゃない」と発言している。
海外での評価も高く、ヨーロッパ、中国、インドツアーなどを行った。 2024年4月にも台北で二度の公演を行っている。
2025年6月27日、ボーカルの谷口マルタ正明が胆嚢がんにより死去した。それによりプノンペンモデルは事実上の活動休止・解散状態になっている。

## メンバー
| 氏名                                          | パート                    | 生年月日・出身地                              | 在籍期間             | 他の所属グループ                    |
| 活動休止時のメンバー                          | 活動休止時のメンバー      | 活動休止時のメンバー                          | 活動休止時のメンバー | 活動休止時のメンバー                |
| --------------------------------------------- | ------------------------- | --------------------------------------------- | -------------------- | ----------------------------------- |
| ことぶき 光 （ことぶき ひかる）               | キーボード プログラミング | 1964年3月30日（61歳） 北海道沼田町            | 1993年 -             | P-MODEL                             |
| かわい しのぶ                                 | ベース                    | 1971年9月10日（53歳） 東京都                  | 2012年 -             | Super Junky Monkey                  |
| 005Harry （ダブルオーファイブハリー）         | ドラムス                  | 埼玉県                                        | 2013年 -             |                                     |
| 元メンバー                                    |                           |                                               |                      |                                     |
| 谷口 マルタ 正明 （たにぐち マルタ まさあき） | ボーカル                  | 1962年9月29日 ～2025年6月27日（62歳没） 日本  | 1993年 - 2025年      | echo-U-nite 無辺のデデ マルタと星霜 |
| 石塚BERA伯広 （いしづか ベラ のりひろ）       | ギター                    | 1965年5月2日 ～2019年2月26日（53歳没） 東京都 | 2011年 - 2019年      | 筋肉少女帯 (1985年 - 1986年)        |
| ライオン・メリィ （らいおん めりい）          | キーボード                | 1954年8月9日（70歳） 東京都                   | 1993年 - 1998年      | echo-U-nite                         |

## ディスコグラフィー

### オリジナルアルバム
|   | 発売日         | タイトル           | 規格           | レーベル      | 備考 |
| - | -------------- | ------------------ | -------------- | ------------- | ---- |
| 1 | 1994年07月23日 | Desk Top Hard Lock | CD / SYUN-004  | DIW/SYUN      |      |
| 2 | 1998年04月01日 | PATCHWORKS         | CD / CTCD-097  | Club Lunatica |      |
| 3 | 2000年08月04日 | 東雲               | CD / CL-10     | Club Lunatica |      |
| 4 | 2007年09月23日 | General Midge      | CD / IRQC-1964 | IRQ, inc.     |      |
| 5 | 2025年04月30日 | Vast Empty Pulse   | CD / IRQC-1984 | IRQ, inc.     |      |

### ライブアルバム
|   | 発売日         | タイトル                          | 規格        | レーベル      | 備考 |
| - | -------------- | --------------------------------- | ----------- | ------------- | --- |
| 1 | 1999年08月08日 | melting high/berlin～paris～tokyo | CD / CL-008 | Club Lunatica | 98/05/31のベルリン公演(Festival Junger Experimanteller Kunst)、98/06/02のパリ公演(Fleché d'or)、 98/06/15の東京公演(Club Que) の3公演の音声を並列に置き、 同時に鳴らして収録している。 |

### ベストアルバム
|   | 発売日         | タイトル          | 規格           | レーベル  | 備考 |
| - | -------------- | ----------------- | -------------- | --------- | ---- |
| 1 | 2025年06月20日 | 金邊模型1994-2024 | CD / IRQC-1985 | IRQ, inc. |      |